# Ratpenat papallona variegat
El ratpenat papallona variegat (Glauconycteris variegata) és una espècie de ratpenat de la família dels vespertiliònids. Viu a Àfrica.
És amenaçat per la pèrdua del seu hàbitat natural.